# Pinanga cucullata
Pinanga cucullata är en enhjärtbladig växtart som beskrevs av John Dransfield. Pinanga cucullata ingår i släktet Pinanga och familjen Arecaceae. Inga underarter finns listade i Catalogue of Life.